# Kale Browne
Kale Browne (* 16. Juni 1950 in San Rafael, Kalifornien, als David Charles Browne) ist ein US-amerikanischer Schauspieler.

## Leben
Browne debütierte im Jahr 1980 in der Fernsehserie Dallas. Im Fernsehfilm Verhängnisvolle Leidenschaft (1980) trat er neben Mickey Rourke und Linda Hamilton auf. In den Jahren 1986 bis 1993 und 1995 bis 1998 spielte er in der Fernsehserie Another World die Rolle des Michael Hudson. Für diese Rolle wurde er im Jahr 1988 für den Soap Opera Digest Award nominiert. 
Im Fernsehfilm Challenger (1990) spielte er die Rolle des Steven McAuliffe, dem Ehemann von Christa McAuliffe, die Karen Allen spielte. In der Komödie Zwei Singles in L.A. (1997) spielte er an der Seite von Jeanne Tripplehorn, Dylan McDermott, Jennifer Aniston, Sarah Jessica Parker und Karen Allen. In den Jahren 1998 bis 2001 spielte er in der Fernsehserie Liebe, Lüge, Leidenschaft. Seit dem Jahr 2003 tritt er in der Serie General Hospital auf.
Browne war in den Jahren 1988 bis 1998 mit Karen Allen verheiratet und hat einen Sohn.

## Filmografie (Auswahl)
- 1980: Verhängnisvolle Leidenschaft (Rape and Marriage: The Rideout Case)
- 1981: Death of a Centerfold: The Dorothy Stratten Story
- 1983: Die Aufreißer von der Highschool (Losin’ It)
- 1985: The War Between the Classes
- 1990: Challenger
- 1992: Bloodfist 4 – Deadly Dragon (Bloodfist IV: Die Trying)
- 1993: Woman on the Ledge
- 1997: Zwei Singles in L.A. (’Til There Was You)
- 2022: Mike (Miniserie, 3 Folgen)